# Alexandra Wladimirowna Alexejewa
Alexandra Wladimirowna Alexejewa, geboren Konschina, (russisch Александра Владимировна Алексеева, урожд. Коншина; * 1852 in Moskau; † 12. Märzjul. / 25. März 1903greg. ebenda) war eine russische Unternehmerin und Mäzenin.

## Leben
Alexejewas Vater Wladimir Konschin war Kommerzienrat (VIII. Rangklasse) und Direktor der Gesellschaft der Neuen Kostromaer Leinen-Manufaktur. Ihre Mutter Jelisaweta Michailowna geborene Tretjakowa war die Schwester Pawel Tretjakows. Alexejewa heiratete den gleichaltrigen Kaufmann Nikolai Alexejew aus der reichen Moskauer Kaufmannsfamilie Alexejew und bekam drei Töchter.
Zusammen mit ihrem Mann widmete sich Alexejewa der Wohltätigkeit. Sie erwarb den Simin-Hof mit Haus und ließ ihn als Krankenhaus mit allen notwendigen Geräten einrichten. Auf ihre Initiative wurde das Psychiatrische Preobraschenskaja-Krankenhaus eröffnet. Als ihr Mann 1893 durch einen Geisteskranken tödlich verletzt wurde, bat er Alexejewa, das Geld für die Fertigstellung des Baus des psychiatrischen Krankenhauses auf der Kanatschikowa-Datsche zu geben, das nun das Moskauer Psychiatrische Krankenhaus Nr. 1 ist und Alexejews Namen trägt.
Da es keinen Sohn gab, wurde Alexejewa nach dem Tod ihres Mannes 1893 sein gesamtes Vermögen zugeschrieben: Haus und Gewerbeimmobilien im Wert von 460.000 Rubel und Kapitalvermögen im Wert von 1.195.000 Rubel. Dazu wurde sie geschäftsführende Direktorin der W.-Alexejew-Gesellschaft. Sie setzte nun ihre Wohltätigkeitsarbeit in erheblich vergrößertem Umfang fort. Sie war Kuratorin der Rogoschskoje-Mädchen-Grundschule und des kostenlosen 1. Städtischen Entbindungsheims. Sie war Mitglied und Wohltäterin des Damen-Kuratoriums des Gefängnis-Komitees. Als eine der größten Spenden in der Geschichte Moskaus übergab sie der Stadt zum Gedenken an ihren Mann 300.000 Rubel für den Bau eines Gebäudes für das Psychiatrische Alexejew-Krankenhaus, 15.000 Rubel für therapeutische Werkstätten dort und 3.000 Rubel für sonstige Bedürfnisse. Der Moskauer Kaufmannsgesellschaft übergab sie 50.000 Rubel zur Unterstützung notleidender Kaufmannswitwen. Sie eröffnete ein Heim für 68 Waisen für das Presnenskoje-Kuratorium für die Armen. Insgesamt hatten sie und ihr Mann mehr als zwei Millionen Rubel für wohltätige Zwecke ausgegeben.
Alexejewa starb 1903 in Moskau und wurde im Nowospasski-Kloster neben ihrem Mann begraben. Sie hatte der Stadt Moskau eineinhalb Millionen Rubel vermacht. In der sowjetischen Zeit wurde der Friedhof eingeebnet.
Das dank der Spenden der Alexejews von dem Architekten Iwan Maschkow 1912–1913 für das Psychiatrische Preobraschenski-Krankenhaus gebaute Gebäude wurde nach Alexejewa benannt.